# Onomàsticon
Un onomàsticon grec antic: ὀνομαστικόν de ὄνομα "nom", plural ὀνομαστικά onomastikà) és una composició formada per llistes de paraules de certes categories. Actualment s'usa de vegades per referir-se als llibres de noms propis o vocabularis.

## Onomàsticons egipcis
Els onomastica egipcis no són diccionaris ni enciclopèdies perquè no inclouen explicacions sobre les paraules, tot i que la selecció i l'ordre d'aquestes proporcionen una guia sobre com entenien el món a l'antic Egipte. Excepte el papir Tebtunis, només inclouen noms. Es creu que els onomastica tenien com a funció l'ensenyament, ja que proporcionaven informació sobre vocabulari i ortografia, però no hi ha fonts que ho avalin. Alguns d'ells són:
- El Papir Tebtunis del segle i o ii, que inclou verbs i substantius.
- L'Onomasticon d'Amenemipet és l'únic el compilador del qual va signar, i el més conegut, ja que s'han trobat diversos fragments de diferents còpies.[2]

## Onomàsticons clàssics
- Onomasticon de Juli Pòl·lux, del segle ii aC, Del qual es conserva el volum X, tot i que incomplet. Conté termes sobre diferents temes: literatura, música i teatre, (amb informació sobre escenaris, màscares i vestuari) i també vocabulari legal.[3]
- Onomasticon d'Eusebi de Cesarea (segle iv), amb la descripció de tots els llocs que apareixen a la Bíblia.[4]

## Onomastica moderns
- Onomasticon Cataloniae, de Joan Coromines, amb 400.000 topònims catalans.
- Onomasticon Vasconiae, de José María Jimeno Jurío, amb topònims del País Basc.[5]
- Onomasticon anglo-saxonicum, de William George Searle, una llista de noms propis anglosaxons usats entre l'època de Beda i la del rei Joan.
- Onomasticon of the Hittite Pantheon, de Ben van Gessel, una llista dels déus hitites coneguts, així com sobre els seus epítets, santuaris, sacerdots, llocs de culte, atributs i festes.[6]